# Contea di Hardeman (Tennessee)
La contea di Hardeman in inglese Hardeman County è una contea dello Stato del Tennessee, negli Stati Uniti. La popolazione al censimento del 2000 era di 28 105 abitanti. Il capoluogo di contea è Bolivar.